# Szczepan Balicki
Szczepan Stanisław Balicki (ur. 23 maja 1929 we Lwowie, zm. 19 grudnia 2017 w Rybniku) – polski prawnik i polityk, poseł na Sejm X kadencji, instruktor harcerski.

## Życiorys
Syn Wiktora i Marii. Ukończył w 1952 studia na Uniwersytecie Jagiellońskim, a w 1976 na Uniwersytecie Śląskim w Katowicach uzyskał stopień doktora nauk prawnych.
W 1952 podjął pracę w biurze prawnym Dyrekcji Okręgowej Kolei Państwowych w Katowicach. W 1956 został radcą prawnym w rybnickiej filii Rejonu Przewozów Kolejowych Bielsko-Biała. W 1956 wstąpił do Stowarzyszenia „Pax”, był wiceprzewodniczącym sądu koleżeńskiego i należał do kolegium redakcji „Katolika”. W latach 80. był członkiem Rady Krajowej Patriotycznego Ruchu Odrodzenia Narodowego.
Był radnym Wojewódzkiej Rady Narodowej w Katowicach. W 1989 został posłem na Sejm kontraktowy, wybranym w okręgu katowickim. Zasiadał w Komisji Sprawiedliwości, Komisji Ustawodawczej oraz Komisji Nadzwyczajnej do zbadania działalności Ministerstwa Spraw Wewnętrznych. W 1991 bez powodzenia ubiegał się o reelekcję z ramienia Chrześcijańskiej Demokracji.
Został arbitrem w gospodarczym postępowaniu arbitrażowym, specjalizując się w prawie cywilnym, spółdzielczym i komunikacyjnym. Działał również w Związku Harcerstwa Polskiego.
W 2016 został laureatem XIII edycji nagrody „Prawnik Pro Bono”.
Pochowany na cmentarzu parafialnym w Rybniku.

## Odznaczenia
- Krzyż Kawalerski Orderu Odrodzenia Polski (1985)
- Złoty Krzyż Zasługi (1979)
- Medal 40-lecia Polski Ludowej (1984)
- Złoty Krzyż „Za Zasługi dla ZHP” (1983)[7]
- Krzyż Niezłomnych